# Mesocyclops brevisetosus
Mesocyclops brevisetosus är en kräftdjursart som beskrevs av Dussart och Sarnita 1987. Mesocyclops brevisetosus ingår i släktet Mesocyclops och familjen Cyclopidae. Inga underarter finns listade i Catalogue of Life.